# 特雷莎·布鲁尔
特雷莎·布鲁尔（英語：Teresa Brewer，1931年5月7日—2007年10月17日）是一位美国女歌手，她是美国1950年代最多产和最流行的女歌手之一，共录制了近600首歌曲。其风格结合了乡村、爵士、R&B和音乐剧等元素。